# Marcel Bovis
Pour les articles homonymes, voir Bovis.
Marcel Bovis, né le 3 septembre 1904 à Nice et mort le 15 septembre 1997 à Antony, est un photographe français, membre du Groupe des XV.

## Biographie
Formé à l'école nationale des arts décoratifs de Nice de 1919 à 1922, Marcel Bovis vient à Paris où il est embauché comme décorateur par Maurice Dufrène puis par Paul Follot à l'atelier d'art et de décoration des Galeries Lafayette à Paris. De 1925 à 1926, il effectue son service militaire avant de s'installer à son compte comme décorateur en 1930, et commence à se passionner pour la photographie. Au travers d'une revue surréaliste belge Variétés, il découvre la photographie dite « moderne » de l'époque avec le travail de photographes comme Germaine Krull, Éli Lotar, André Kertész. À ce propos, il écrit : « L'impression fut forte. […] Je trouvai enfin la justification des toutes premières images pour lesquelles je n'avais été guidé que par un instinct peu affirmé[réf. nécessaire]. »
Il pratique les prises de vues en plongée et en contre-plongée, ainsi que les vues de nuit, notamment en 1928 du haut du pont transbordeur de Marseille. Il photographie la nuit un bec de gaz éclairant un taxi en maraude, les pavés humides de la rue Le Brun vus de sa fenêtre, ou encore une porte cochère ouverte sur un couloir sombre de le rue Visconti. Marcel Bovis s'installe comme photographe indépendant en 1933 à la suite de sa rencontre avec Charles Peignot, dont il devient le collaborateur au sein de la revue Arts et Métiers graphiques que ce dernier a fondé en 1927. Il collabore au journal Aujourd'hui qui lui confie l'illustration du roman Les Suicidés de Georges Simenon en 1934.
En 1935, il reçoit une commande de la Compagnie des chemins de fer de Paris à Lyon et à la Méditerranée (PLM). En 1939, il réalise la mise en pages et la conception du numéro de Arts et Métiers graphiques consacré à la photographie et y présente ses photographies sur les fêtes foraines. Après la Seconde Guerre mondiale, il est contraint de reprendre ses activités de décorateur mais continue à faire de la photographie. Puis il se spécialise dans la photographie de paysage et de monuments. Il reçoit commande du Commissariat général au tourisme d'un reportage sur les Musées de Paris, et les Théâtres de Paris en 1946, année ou il cofonde le Groupe des XV. Il collabore toujours à la revue Arts et Métiers graphiques qui publie ses reportages fait à la demande du gouvernement général de l'Algérie dans les années 1950.
Il devient historien de la technique photographique et participe à la création du musée français de la photographie à Bièvres.
Vers 1970, il commence avec Geneviève Grand une collection d'appareils photographiques, de tirages anciens. Bovis devient un spécialiste des techniques et appareils anciens,. Il travaille à un projet de catalogue complet des appareils photographiques, resté inachevé lorsqu'il meurt en 1997.

## Publications
- Les Suicidés, de Georges Simenon, illustration photographique par Marcel Bovis, Paris, 1934.
- Le Paris de Marcel Bovis. Promenades dans Paris. "L'heure du Pernod". Carafe et verres sur un comptoire de bar, 1927-1939, éditeur inconnu, 1939.
- La Cathédrale de Bourges et ses vitraux, par Jean Verrier, 55 photographies noir et blanc de Marcel Bovis et 24 photographies en couleurs de François Quiévreux, Paris, Éditions du Chêne, 1940-1942-1950, 19 p.
- Voyage dans Paris de Pierre Mac Orlan, 36 illustrations photographiques de Marcel Bovis, Éditions de la Nouvelle France, 1941.
- Paris, 100 photographies et un plan, photographies de Marcel Bovis et Emmanuel Sougez, Paris, Éditions Gründ, 1941.
- La Photographie de paysage et d'architecture, Paris, Éditions Prisma, 1948.
- Algérie antique, Arts et Métiers graphiques, 1952.
- Algérie aux cent visages, Arts et Métiers graphiques, 1955.
- Algérie médiévale, Arts et Métiers graphiques, 1955.
- Algérie préhistorique, Arts et Métiers graphiques, 1958.
- Du Quartier latin au Jardin des Plantes, Paris, Éditions Arts et métiers graphiques, 1948.
- Avec Louis Caillaud, Initiation à la photographie, Paris, Le Livre de poche, no 3668, 1973.
- Initiation à la photographie, Paris, Éd. universitaire, 1975.
- Avec Yvan Christ, 150 ans de photographie française, Photo-Revue, 1979, 168 p.
- Synopsis : Histoire de la photographie, avec Bernard Lefebvre et Maurice Barette, Rouen, Recherche et documentation photographiques, 1980 (LCCN 80135653).
- Marcel Bovis, P. Borhan, A. Fleig, A. Grimot, C. Vittiglio, Besançon, Éditions La Manufacture, 1992.
- Avec Jean-Paul Francesch et Jean Boucher, Les Appareils photographiques français, Maeght, 1993.
- Lumières de Paris, Gabriel Bauret, Lyon, Éditions La Manufacture, 1996.

## Expositions

### Expositions personnelles
- 1985 26 avril - 16 juin : Marcel Bovis. Les années 30, Musée Nicéphore-Niépce, Chalon-sur-Saône.
- 1992 mars - mai : Marcel Bovis (exposition d'accueil de sa donation), Palais de Tokyo, Paris[5].
- 2015 : Maison de la photographie Robert-Doisneau, Gentilly.
- 2016 : Marcel Bovis  6x6, Centre arts et cultures « Les Essar[t] », Bram du 30 janvier au 1er mai[6].
- 2021 : Marcel Bovis 6x6, Maison des Arts, Antony[7].

### Expositions collectives
- De 1946 à 1957 : Marcel Bovis participe à une exposition annuelle dans des lieux divers à Paris, d'abord à la galerie Pascaud au 167, boulevard Haussmann, puis au Cercle de la librairie, boulevard Saint-Germain, ou à la galerie Mirador, place Vendôme avec le Groupe des XV.
- 2021 : Couper le son et arrêter le mouvement, une exposition de la Médiathèque de l'architecture et du patrimoine, Le Quadrilatère, Centre d'art de Beauvais, dans le cadre des 18e Photaumnales

photographies de John Batho, Marcel Bovis, François Kollar, Jacques-Henri Lartigue, François Le Diascorn, Dolorès Marat, Émile Muller, Jean Pottier, Bruno Réquillart, Willy Ronis, Frères Séeberger.

### Filmographie
- Marcel Bovis, documentaire de Patrick Roegiers, 26 min, Maison européenne de la photographie/Mission du patrimoine photographique, 1992.